# David Fall
David Fall (Estados Unidos, 4 de diciembre de 1902-San Bernardino (California), 9 de noviembre de 1964) fue un clavadista o saltador de trampolín estadounidense especializado en plataforma de 10 metros, donde consiguió ser subcampeón olímpico en 1924.

## Carrera deportiva
En los Juegos Olímpicos de 1924 celebrados en París (Francia) ganó la medalla de plata en los saltos desde la plataforma de 10 metros, con una puntuación de 97.3 puntos, tras su compatriota Albert White (oro con 97.4 puntos) y por delante de otro paisano estadounidense Clarence Pinkston (bronce con 94 puntos).